# Korynetes caeruleus
Korynetes
| species = K. caeruleus
| binomial = Korynetes caeruleus
| binomial_authority = (De Geer, 1775)
}}
Korynetes caeruleus là một loài bọ cánh cứng săn mồi trong họ Cleridae.